# Marek Biesiada

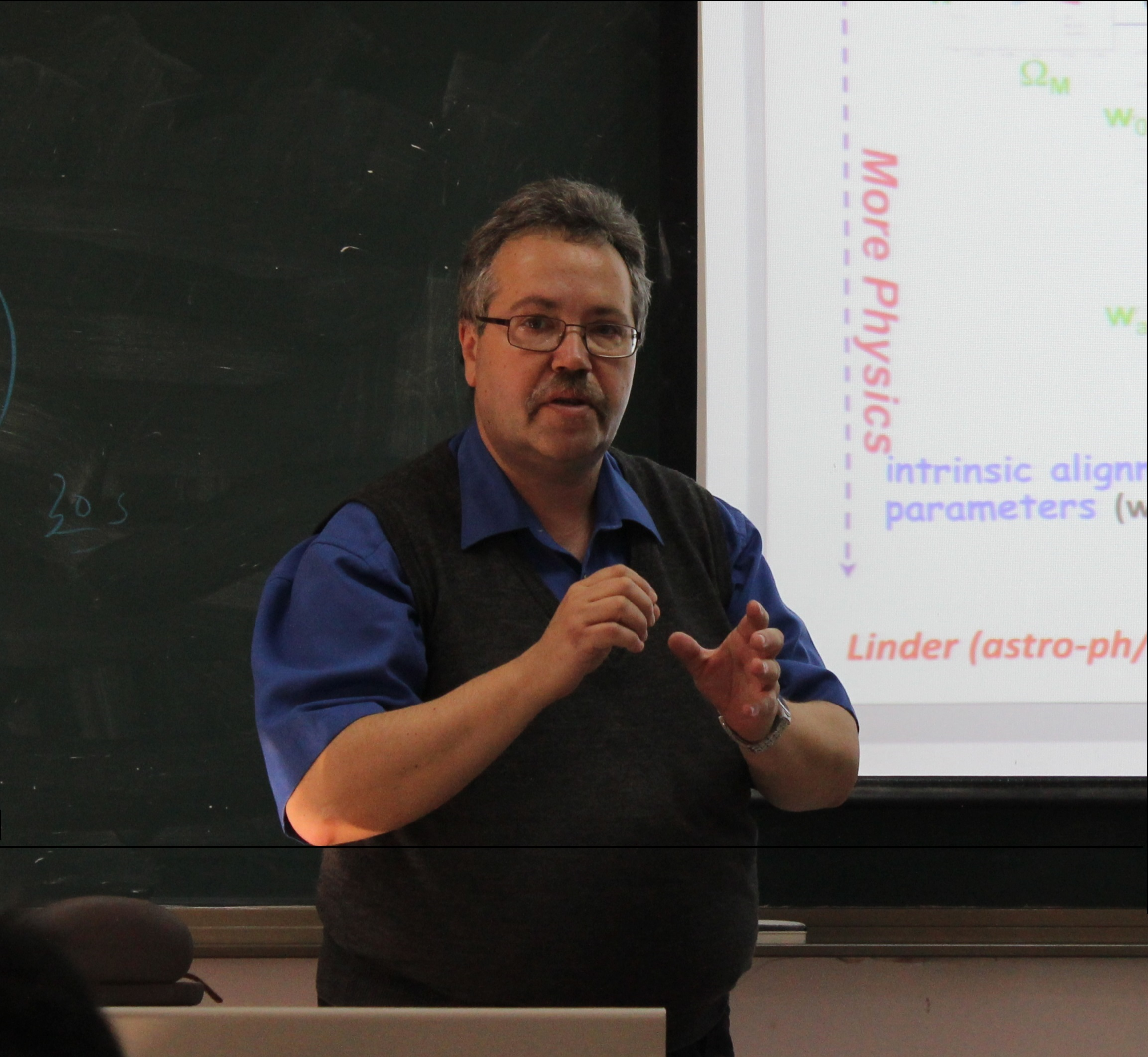
Marek Biesiada (2015)

Marek Ryszard Biesiada (* 4. Februar 1964 in Katowice) ist ein polnischer Astronom und Arzt. 

## Leben
Marek Biesiada studierte ab 1982 Astronomie an der Jagiellonen-Universität in Krakau und schloss 1988 mit einem Magister ab. Zeitgleich studierte er 1984 bis 1990 Medizin an der Schlesischen Medizinische Akademie Katowice. 
Ab 1988 war er Assistent beim astronomischen Observatorium der Jagiellonen-Universität und anschließend bis 1991 Assistent am Kopernikus-Zentrum für Astronomie der Polnischen Akademie der Wissenschaften in Warschau. 1990 bis 1992 war Marek Biesiada postgraduierter Praktikant am Oberschlesischen Medizinzentrum Katowice-Ochojec. 
Seine Promotion erfolgte 1991 mit der Dissertation über Nichtstandardisierte dynamische Effekte in einheitlichen mehrdimensionalen Modellen der Kosmologie bei Michał Heller. von 1991 bis 1998 war er erneut am Kopernikus-Zentrum Warschau, nun als wissenschaftlicher Mitarbeiter, tätig. Überschneidend dazu war Biesiada ab 1996 bis 2006 Leiter des Bereichs für Bewertung von Gesundheitsrisiken und zugleich wissenschaftlicher Mitarbeiter am Institut für Arbeitsmedizin und Umweltgesundheit in Sosnowiec. Ab 1998 war er zudem wissenschaftlicher Mitarbeiter am Institut für Astrophysik und Kosmologie der Schlesischen Universität Katowice. 2007 habilitierte Marek Biesiada mit Tests und Grenzen bei Modellen Dunkler Materie im Universum. Seit 2009 lehrt er am Institut für Astrophysik und Kosmologie in Katowice, zuerst als außerordentlicher, seit 2013 als ordentlicher Professor.
Marek Biesiada ist verheiratet und hat vier Kinder.

## Werke
- Jerzy Szczęsny, Marek Szydłowski, Marek Biesiada, Dynamical meaning of the Adiabatic Quantum Phase, 1989
- Marek Biesiada, Włodzimierz Godłowski, Marek Szydłowski, Generalized Chaplyign gas models tested with SNIa in Astrophysical Journal, 2005
- Dorota Jarosińska, Marek Biesiada, Maja Muszyńska-Graca, Environmental burden of disease due to lead in urban children from Silesia, Poland in Science of The Total Environment 367(1), 2006
- Marek Biesiada, A. Piórkowska, Gamma-Ray burst neutrinos, Lorenz Invariance Violation and the influence of background cosmology in Journal of Cosmology and Astroparticle Physics, 2007
- Cao Shuo, Yu Pan, Marek Biesiada, Constraints on cosmological models from strong gravitational lensing systems in Journal of Cosmology and Astroparticle Physics, 2012
- Xi-Long Fan, Kai Liao, Marek Biesiada, The speed of gravitational waves from strong lensed gravitational wave-electromagnetic signals in Physical Review Letters 118(9), 2016
- Jing Zhao Qi, Cao Shuo, Marek Biesiada, What is parameterized $Om(z)$ diagnostics telling us in light of recent observations? in Research in Astronomy and Astrophysics 18(6),  2018